# Aritmetična sredina
Aritmétična sredína ali povpréčje oz. popréčje niza podatkov je v matematiki in statistiki seštevek vseh vrednosti, razdeljen na skupno število teh vrednosti oziroma podatkov. Če se posamezna izmed njih ponovi večkrat kot ostale, je to modus, ki je ravno tako kot aritmetična sredina ena izmed srednjih vrednosti. Če aritmetična sredina niza podatkov ni izenačena z mediano in modusom, je graf vrednosti (niza podatkov) nesimetričen, kar pomeni, da vrednosti niso porazdeljene normalno.
Če je niz podatkov označen kot {\displaystyle X=(x_{1},x_{2},...,x_{n})}, potem je aritmetična sredina tipično označena z vodoravno črto preko spremenljivke {\displaystyle {\bar {x}}\,}, z vezno črto. Druge oznake so AS, M in Mx.
Aritmetična sredina je izračunana po enačbi:
{\displaystyle {\bar {x}}={\frac {1}{n}}\sum _{i=1}^{n}x_{i}={\frac {1}{n}}(x_{1}+\cdots +x_{n})}
| Oseba     | Plača |
| --------- | ----- |
| A         | 2500  |
| B         | 2700  |
| C         | 2300  |
| D         | 2650  |
| E         | 2450  |
| Povprečje | 2520  |